# Torugartpasset
Torugartpasset (kinesiska: 吐尔尕特山口) är ett bergspass i bergskedjan Tianshan, på gränsen mellan Kina och Kirgizistan. Passet ligger 3 752 meter över havet.
Terrängen runt Turugart Pass är kuperad västerut, men österut är den platt. Runt Turugart Pass är det mycket glesbefolkat, med 2 invånare per kvadratkilometer. Det finns inga samhällen i närheten. Trakten runt Turugart Pass består i huvudsak av gräsmarker.

## Klimat
Trakten ingår i den hemiboreala klimatzonen. Årsmedeltemperaturen i trakten är −3 °C. Den varmaste månaden är augusti, då medeltemperaturen är 11 °C, och den kallaste är januari, med −18 °C. Genomsnittlig årsnederbörd är 544 millimeter. Den regnigaste månaden är augusti, med i genomsnitt 108 mm nederbörd, och den torraste är december, med 11 mm nederbörd.